# Avestánština
Avestánština (též avestština či avesta) (avestánsky 𐬎𐬞𐬀𐬯𐬙𐬀𐬎𐬎𐬀𐬐𐬀𐬉𐬥𐬀) je mrtvý severovýchodní staroíránský jazyk používaný v duchovních písních a posvátných textech zoroastrismu. Dříve mylně označována (dezinterpretací, které se dopustil Abraham Hyacinthe Anquetil du Perron) jako Zend. Avestánština spolu s dalšími íránskými jazyky patří mezi jazyky indoíránské, které tvoří jednu z větví indoevropských jazyků.

## Genealogie
Spřízněnost indoíránských jazyků může demonstrovat překlad avestského textu Mihr Yašt (10.6) do sanskrtu:
| avestánština           | sanskrt                 |
| ---------------------- | ----------------------- |
| təm amavańtəm ẏazatəm  | tam ámavantam yajatám   |
| sūrəm dāmōhu sevištəm  | súram dhámasu saviṣṭham |
| miϑrem ẏazāi zaoϑrābyō | mitrám yajāi hótrābhyaḥ |

Společně se starou perštinou (jihozápadním íránským jazykem) je avestánština jedním ze dvou nejstarších íránských jazyků vůbec. Neměla by být zaměňována s avestánským písmem (psaným zleva doprava), které je o mnoho mladšího původu než texty, jež jsou jím zachycené.
Pro avestštinu je nutno rozlišovat dva dialekty: starou avestu (neboli gátskou avestu, která je z lingvistického hlediska porovnatelná s Rgvédou) a novou avestou. Aluzí k avestským dialektům může být vztah védštiny a klasického sanskrtu, nebo homérské řečtiny a attičtiny.
Ve staré avestštině jsou následující části Yasny (yasna- uctívání, liturgie, chvála, od kořene yaz-, viz lat. venerari, sacrare).
- 17 hymnů zkomponovaných sylabickým veršem, rozdělených do pěti sekcí
  - 28–34 Ahunavaiti Gatha
  - 43–46 Ushtavaiti Gatha
  - 47–50 Spenta Mainyu Gatha
  - 51 Vohu Khshathra Gatha
  - 53 Vahishto Ishti Gatha
- Yasna Haptanghaiti ("Yasna o sedmi kapitolách" 35-41) sedm hymnů napsaných v próze
- Tři posvátné modlitby: Yasna 27,13 (yaϑā ahū vairiiō), Yasna 27,14 (aṣ̌əm vohū) a Yasna 54,13 (ā airiiə̄mā iš́iiō)

Jednotlivé hymny jsou většinou pojmenovány po úvodních slovech.

## Písmo
Nejméně do 1. století, ale spíše až do 4. století n. l. nebyla avestánština psaným jazykem. Písmo posléze používané pro její zápis v období sásánovské dynastie mezi roky 226 až 650 zvané din dabireh bylo odvozeno od písma pahlaví používaného pro zápis střední perštiny.
V textu se neobjevují žádná diakritická znaménka. Jednotlivá slova (mazdå.ahurō), členy kompozit (av. arš.vacah - č. mající správnou řeč), ale i morfémy (av. gə̄uš.āiš - č. ušima) jsou od sebe odděleny tečkou. V manuskriptech se vyskytují ligatury (např. pro sk, šc, št, ša).
Interpunkční znaménka v manuskriptech mají formu trojúhelníku (dva kroužky nahoře a jeden mezi nimi dole). Podle toho, jestli jsou kroužky prázdné nebo plné, označují tečku nebo dvojtečku. Dva prázdné, za sebou následující trojúhelníky ve výše uvedené konstelaci značí konec kapitoly. Prázdná tečka uprostřed řádku je symbol pro zkratku. Při interpretaci interpunkčních znamének je ovšem třeba opatrnosti, protože se v jednotlivých manuskriptech mohou lišit.

## Fonologie
Avestánština disponovala těmito souhláskami:
|             | Labiály | Labiály | Dentály | Dentály | Alveolaráry | Alveolaráry | Post-alveoláry nebo Palatály | Post-alveoláry nebo Palatály | Veláry | Veláry | Labioveláry | Labioveláry | Glotály |
| ----------- | ------- | ------- | ------- | ------- | ----------- | ----------- | ---------------------------- | ---------------------------- | ------ | ------ | ----------- | ----------- | ------- |
| Nazály      |         | m /m/   |         | n /n/   |             |             |                              | ń [ɲ]                        |        | ŋ /ŋ/  |             | ŋʷ /ŋʷ/     |         |
| Plozivy     | p /p/   | b /b/   | t /t/   | d /d/   |             |             | č /tʃ/                       | ǰ /dʒ/                       | k /k/  | g /ɡ/  |             |             |         |
| Frikativy   | f /ɸ/   | β /β/   | ϑ /θ/   | δ /ð/   | s /s/       | z /z/       | š /ʃ/                        | ž /ʒ/                        | x /x/  | γ /ɣ/  | xʷ /xʷ/     |             | h /h/   |
| Aproximanty |         |         |         |         |             |             |                              | y /j/                        |        |        |             | w /w/       |         |
| Vibranty    |         |         |         | r /r/   |             |             |                              |                              |        |        |             |             |         |

A těmito samohláskami:
| Type    | přední | přední | střední | střední | zadní  | zadní  |
| Type    | krátké | dlouhé | Krátké  | Dlouhé  | Krátké | Dlouhé |
| vysoké  | i /i/  | ī /iː/ |         |         | u /u/  | ū /uː/ |
| střední | e /e/  | ē /eː/ | ə /ə/   | ə̄ /əː/  | o /o/  | ō /oː/ |
| nízké   |        |        | a /a/   | ā /aː/  |        | å /ɒː/ |
| Nazální |        |        | ą /ã/   |         |        |        |

Jeden z nejmarkantnějších fonologických znaků odlišujících starou avestštinu od nové je délka koncových vokálů. Ve staré avestštině jsou všechny koncové vokály dlouhé, zatímco v nové avestštině krátké. Výjimku tvoří jednoslabičná slova (např. v sav. i nav. yā).
Další typický znak odlišující sav. od nav. je zachování intervokalických znělých ploziv v sav. (b, d, g), které se v nav. vyvinuly ve frikativy (β, δ, γ). Např. sav. baga > nav. baγa, č. bůh (srov. véd. bhagá, č. patron, pán); sav. hudāh > nav. huδāh, č. velkorysý, štědrý; sav. yazamaidē > nav. yazamaiδe, č. uctíváme.
V avestštině je činný morfonologický proces zvaný Sandhi. Existují dva typy: sandhi souhláskové a sandhi samohláskové.
- Sandhi samohláskové se dělí na:

1. Dirgha sandhi - do kontaktu přicházejí dvě stejné samohlásky, čehož výsledek je samohláska dlouhá
2. Guna sandhi - kombinace dvou různých samohlásek, přičemž první je "a"
3. Vriddhi sandhi - kombinace dvou různých samohlásek, přičemž první je ā
4. Antargata sandhi - kombinace dvou různých samohlásek, přičemž první samohláska se mění v souhlásku a druhá samohláska zůstává stejná
- Při souhláskovém sandhi se střetávají dvě souhlásky, přičemž změně podléhá první z nich.

## Morfologie
- Skloňování

Avestánština zdědila (spolu se sanskrtem) mnoho z praindoevropské gramatiky i lexika. Rozlišuje osm pádů (nominativ, akuzativ, genitiv, dativ, lokál, ablativ, instrumentál a vokativ), tři čísla (singulár, duál a plurál) a tři rody (masculinum, femininum a neutrum).
| Pád          | běžné koncovky | běžné koncovky | běžné koncovky    | a-kmeny: (masc. neut.) | a-kmeny: (masc. neut.) | a-kmeny: (masc. neut.)   |
| Pád          | Singulár       | Duál           | Plurál            | Singulár               | Duál                   | Plurál                   |
| ------------ | -------------- | -------------- | ----------------- | ---------------------- | ---------------------- | ------------------------ |
| Nominativ    | -s             | -ā             | -ō (-as), -ā      | -ō (yasn-ō)            | -a (vīr-a)             | -a (-yasna)              |
| Vokativ      | –              | -ā             | -ō (-as), -ā      | -a (ahur-a)            | -a (vīr-a)             | -a (yasn-a), -ånghō      |
| Akuzativ     | -əm            | -ā             | -ō (-as, -ns), -ā | -əm (ahur-əm)          | -a (vīr-a)             | -ą (haom-ą)              |
| Instrumentál | -ā             | -byā           | -bīš              | -a (ahur-a)            | -aēibya (vīr-aēibya)   | -āiš (yasn-āiš)          |
| Dativ        | -ē             | -byā           | -byō (-byas)      | -āi (ahur-āi)          | -aēibya (vīr-aēibya)   | -aēibyō (yasn-aēibyō)    |
| Ablativ      | -at            | -byā           | -byō              | -āt (yasn-āt)          | -aēibya (vīr-aēibya)   | -aēibyō (yasn-aēibyō)    |
| Genitiv      | -ō (-as)       | -å             | -ąm               | -ahe (ahur-ahe)        | -ayå (vīr-ayå)         | -anąm (yasn-anąm)        |
| Lokál        | -i             | -ō, -yō        | -su, -hu, -šva    | -e (yesn-e)            | -ayō (zast-ayō)        | -aēšu (vīr-aēšu), -aēšva |

- Adjektiva se stupňují podle dvou tříd:

1. K pozitivu se tvoří komparativ pomocí sufixu -tara, superlativ sufixem -təma (např. ašaojah- - silný, ašaojastara - silnější, ašaojastəma - nejsilnější).
2. Od pozitivu se tvoří komparativ sufixem -yah, superlativ za pomocí sufixu -išta (maz- velký, mazyah - větší, mazišta - největší).
- Časování

Avestština rozlišovala u sloves tři čísla (singulár, duál, plurál), tři osoby (1., 2., 3.), šest časů (prézentum, préteritum, perfektum, plusquamperfektum, aorist a futurum), čtyři způsoby (indikativ, kondicionál, imperativ a optativ) a dva rody:
1. Parasmaipada (aktivum) - Činnost slovesa, nebo její důsledky jsou orientovány na jinou osobu, než je agens.
2. Atmanepada (medium) - Činnost slovesa, nebo její důsledky jsou orientovány na agenta.
| osoba | Sg. | Du.       | Pl.   |
| ----- | --- | --------- | ----- |
| 1.    | -mi | -vahi     | -mahi |
| 2.    | -hi | -tha      | -tha  |
| 3.    | -ti | -tō, -thō | -ṇti  |

## Ukázka textu
Text pochází z Yasny 28(Ahunauuitī Gāϑā), konkrétně první stanca

## Mezinárodně převzaté slovo
V evropských krajinách hojně rozšířené slovo pro ráj (En paradise, Dt. Paradies, Fr. paradis, It. paradiso, Es. paraíso)
z Lat. paradīsus a starořeckého παράδεισος „ráj, zahrada, sad“, „Obora (perských panovníků a šlechty)“ pochází z avestského pairi.daēza- „ (stěnou) dokola ohraničené místo “.

## Vzorový text
Ahmâi raêshca hvarenasca ahmâi tanvô drvatâtem ahmâi
tanvô vazdvare ahmâi tanvô verethrem ahmâi îshtîm
pourush-hvâthrãm ahmâi âsnãmcit frazańtîm